# Rue du Hainaut
La rue du Hainaut est une voie du 19e arrondissement de Paris, en France.

## Situation et accès
La rue du Hainaut est une voie publique située dans le 19e arrondissement de Paris. Elle débute au 77, rue Petit et se termine au 174, avenue Jean-Jaurès, face à la rue Adolphe-Mille.

## Origine du nom

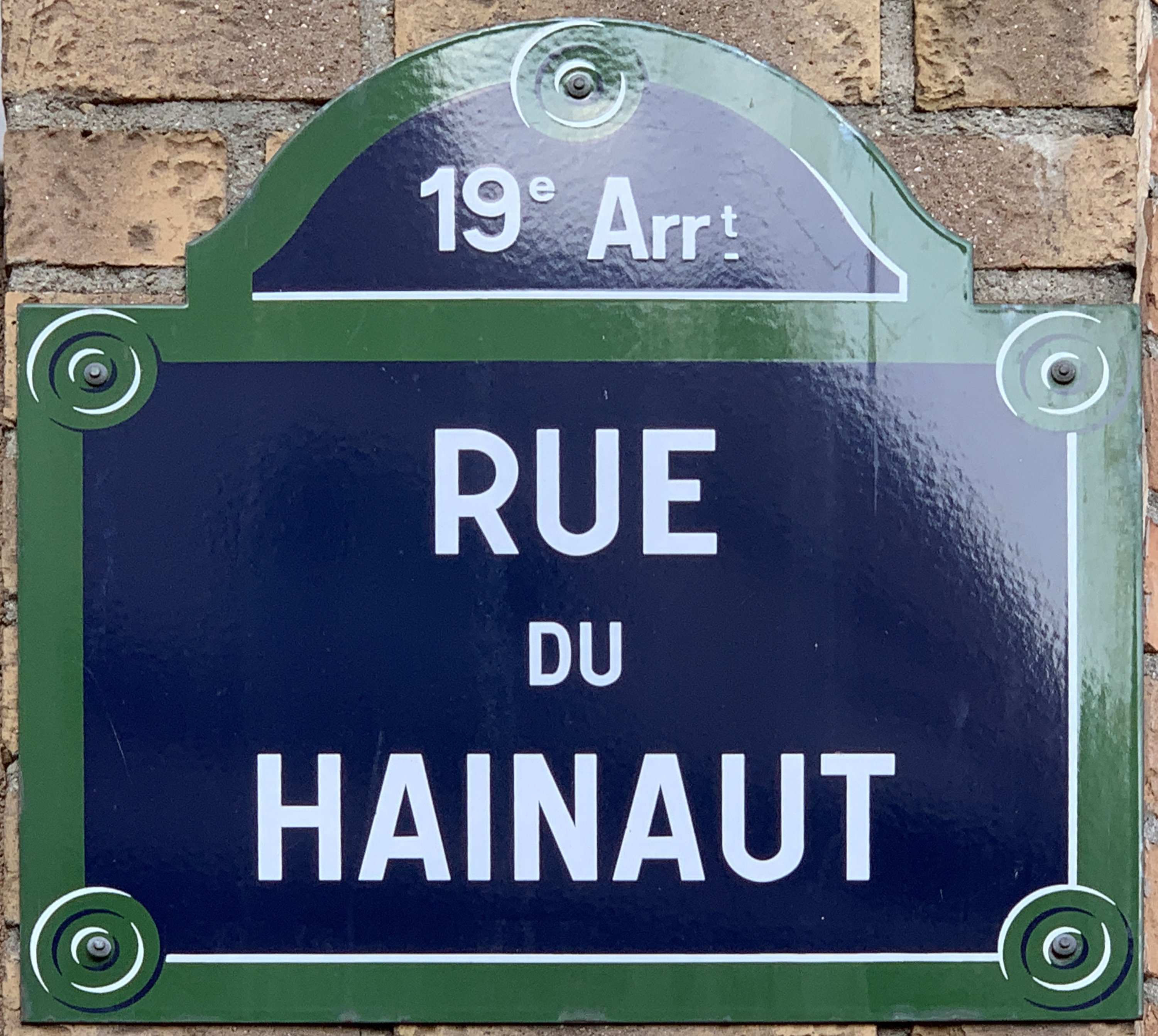
Plaque de la rue.

Cette rue porte le nom du Hainaut, une province de Belgique, théâtre de nombreuses victoires françaises pendant les guerres de la première République.

## Historique
En 1850, cette rue, située dans l'ancienne commune de La Villette, faisait partie de la « rue du Dépotoir » (dénommée rue Petit depuis 1865). Elle est classée dans la voirie parisienne par le décret du 23 mai 1863 et prend sa dénomination actuelle par un arrêté du 3 septembre 1869.